# Afdeling II Rantau Prapat
Afdeling II Rantau Prapat is een bestuurslaag in het regentschap Labuhan Batu van de provincie Noord-Sumatra, Indonesië. Afdeling II Rantau Prapat telt 1073 inwoners (volkstelling 2010).